# ليزا فيلدمان باريت
ليزا فيلدمان باريت (بالإنجليزية: Lisa Feldman Barrett)‏ هي عالمة نفس أمريكية، ولدت في 1963 في تورونتو في كندا.

## وصلات خارجية
- ليزا فيلدمان باريت على موقع ميوزك برينز (الإنجليزية)